# Liste der Nummer-eins-Hits in Australien (1992)
Diese Liste enthält alle Nummer-eins-Hits in Australien im Jahr 1992. Grundlage sind die Top 50 der australischen Charts der ARIA. Es gab in diesem Jahr 17 Nummer-eins-Singles und 19 Nummer-eins-Alben.

## Singles
| ← 1991 ← | Liste der Nummer-eins-Hits in Australien | Liste der Nummer-eins-Hits in Australien | Liste der Nummer-eins-Hits in Australien                                                                             | 1993 →                    |
| \| Zeitraum \| Wo. ges. \| Interpret \| Titel Autor(en) \| Zusätzliche Informationen \| \| (Zeitraum, Wochen auf Platz eins, Interpret, Titel, Autor[en], zusätzliche Informationen) \| \| \| \| \| \| ----------------------------------------------------------------------------------------- \| -------- \| ------------------------------- \| -------------------------------------------------------------------------------------------------------------------- \| ------------------------- \| \| 30. November 1991 – 24. Januar 1992 8 Wochen \| 8 \| Michael Jackson \| Black or White Michael Joe Jackson \| – \| \| 25. Januar 1992 – 22. Februar 1992 4 Wochen \| 4 \| Salt ’n’ Pepa \| Let’s Talk About Sex Herby E. Azor \| – \| \| 23. Februar 1992 – 5. März 1992 2 Wochen \| 2 \| Euphoria \| Love You Right Andrew John Klippel, Ean Sugarman \| – \| \| 6. März 1992 – 3. April 1992 4 Wochen \| 4 \| Julian Lennon \| Saltwater Leslie Ann Spiro, Markus Spiro, Julian Lennon \| – \| \| 4. April 1992 – 17. April 1992 2 Wochen \| 2 \| The Twelfth Man \| Marvellous! David Leslie Froggatt, William Russel Birmingham, David Lawrence Bennett \| – \| \| 18. April 1992 – 15. Mai 1992 4 Wochen \| 4 \| Red Hot Chili Peppers \| Under the Bridge Anthony Kiedis, Michael Peter Balzary, John Anthony Frusciante, Chad Gaylord Smith \| – \| \| 16. Mai 1992 – 5. Juni 1992 3 Wochen \| 3 \| Mr. Big \| To Be with You Dave Richard Grahame, Eric Lee Martin \| – \| \| 6. Juni 1992 – 12. Juni 1992 1 Woche \| 1 \| Euphoria \| One in a Million Andrew John Klippel, Ean Sugarman \| – \| \| 21. November 1992 – 26. Februar 1992 14 Wochen \| 14 \| Girlfriend \| Take It from Me Justine Bradley, Rick Price, Jamie Muhoberac, Noel McDonald \| – \| \| 27. Juni 1992 – 17. Juli 1992 3 Wochen \| 3 \| Kris Kross \| Jump Jermaine Dupri Mauldin \| – \| \| 18. Juli 1992 – 24. Juli 1992 1 Woche \| 1 \| Vanessa Williams \| Save the Best for Last Jon Lind, Wendy Waldman-Parker, Philip Edward Galdston \| – \| \| 25. Juli 1992 – 14. August 1992 3 Wochen \| 3 \| Richard Marx \| Hazard Richard N. Marx \| – \| \| 15. August 1992 – 26. September 1992 6 Wochen \| 6 \| José Carreras & Sarah Brightman \| Amigos para siempre Musik: Andrew Lloyd Webber; Text: Donald Blackstone, Josep Maria Andreu Forns, Gloria M. Estefan \| – \| \| 27. September 1992 – 2. Oktober 1992 1 Woche \| 1 \| Bobby Brown \| Humpin’ Around Robert Barisford Brown, Daryl L. Simmons, L.A. Reid, Kenny B. Edmonds, Thomas Reyes \| – \| \| 3. Oktober 1992 – 20. November 1992 7 Wochen \| 7 \| Billy Ray Cyrus \| Achy Breaky Heart Donald L. Von Tress \| – \| \| 21. November 1992 – 18. Dezember 1992 4 Wochen \| 4 \| Boyz II Men \| End of the Road Kenneth B. Edmonds, L.A. Reid, Daryl L. Simmons \| – \| \| 21. November 1992 – 26. Februar 1993 14 Wochen \| 14 \| Whitney Houston \| I Will Always Love You Dolly Parton \| – \| |                                          |                                          | |                           |
| ← 1991 |                                          |                                          | | → 1993 →                  |
| Zeitraum | Wo. ges.                                 | Interpret                                | Titel Autor(en) | Zusätzliche Informationen |
| (Zeitraum, Wochen auf Platz eins, Interpret, Titel, Autor[en], zusätzliche Informationen) |                                          |                                          | |                           |
| 30. November 1991 – 24. Januar 1992 8 Wochen | 8                                        | Michael Jackson                          | Black or White Michael Joe Jackson                                                                                   | –                         |
| 25. Januar 1992 – 22. Februar 1992 4 Wochen | 4                                        | Salt ’n’ Pepa                            | Let’s Talk About Sex Herby E. Azor                                                                                   | –                         |
| 23. Februar 1992 – 5. März 1992 2 Wochen | 2                                        | Euphoria                                 | Love You Right Andrew John Klippel, Ean Sugarman                                                                     | –                         |
| 6. März 1992 – 3. April 1992 4 Wochen | 4                                        | Julian Lennon                            | Saltwater Leslie Ann Spiro, Markus Spiro, Julian Lennon                                                              | –                         |
| 4. April 1992 – 17. April 1992 2 Wochen | 2                                        | The Twelfth Man                          | Marvellous! David Leslie Froggatt, William Russel Birmingham, David Lawrence Bennett                                 | –                         |
| 18. April 1992 – 15. Mai 1992 4 Wochen | 4                                        | Red Hot Chili Peppers                    | Under the Bridge Anthony Kiedis, Michael Peter Balzary, John Anthony Frusciante, Chad Gaylord Smith                  | –                         |
| 16. Mai 1992 – 5. Juni 1992 3 Wochen | 3                                        | Mr. Big                                  | To Be with You Dave Richard Grahame, Eric Lee Martin                                                                 | –                         |
| 6. Juni 1992 – 12. Juni 1992 1 Woche | 1                                        | Euphoria                                 | One in a Million Andrew John Klippel, Ean Sugarman                                                                   | –                         |
| 21. November 1992 – 26. Februar 1992 14 Wochen | 14                                       | Girlfriend                               | Take It from Me Justine Bradley, Rick Price, Jamie Muhoberac, Noel McDonald                                          | –                         |
| 27. Juni 1992 – 17. Juli 1992 3 Wochen | 3                                        | Kris Kross                               | Jump Jermaine Dupri Mauldin                                                                                          | –                         |
| 18. Juli 1992 – 24. Juli 1992 1 Woche | 1                                        | Vanessa Williams                         | Save the Best for Last Jon Lind, Wendy Waldman-Parker, Philip Edward Galdston                                        | –                         |
| 25. Juli 1992 – 14. August 1992 3 Wochen | 3                                        | Richard Marx                             | Hazard Richard N. Marx                                                                                               | –                         |
| 15. August 1992 – 26. September 1992 6 Wochen | 6                                        | José Carreras & Sarah Brightman          | Amigos para siempre Musik: Andrew Lloyd Webber; Text: Donald Blackstone, Josep Maria Andreu Forns, Gloria M. Estefan | –                         |
| 27. September 1992 – 2. Oktober 1992 1 Woche | 1                                        | Bobby Brown                              | Humpin’ Around Robert Barisford Brown, Daryl L. Simmons, L.A. Reid, Kenny B. Edmonds, Thomas Reyes                   | –                         |
| 3. Oktober 1992 – 20. November 1992 7 Wochen | 7                                        | Billy Ray Cyrus                          | Achy Breaky Heart Donald L. Von Tress                                                                                | –                         |
| 21. November 1992 – 18. Dezember 1992 4 Wochen | 4                                        | Boyz II Men                              | End of the Road Kenneth B. Edmonds, L.A. Reid, Daryl L. Simmons                                                      | –                         |
| 21. November 1992 – 26. Februar 1993 14 Wochen | 14                                       | Whitney Houston                          | I Will Always Love You Dolly Parton                                                                                  | –                         |

## Alben
| ← 1991 ← | Liste der Nummer-eins-Hits in Australien | Liste der Nummer-eins-Hits in Australien | Liste der Nummer-eins-Hits in Australien      | 1993 →                    |
| \| Zeitraum \| Wo. ges. \| Interpret \| Titel \| Zusätzliche Informationen \| \| (Zeitraum, Wochen auf Platz eins, Interpret, Titel, zusätzliche Informationen) \| \| \| \| \| \| ------------------------------------------------------------------------------ \| -------- \| ----------------------------------- \| --------------------------------------------- \| ------------------------- \| \| 8. Dezember 1991 – 18. Januar 1992 6 Wochen \| 6 \| Michael Jackson \| Dangerous \| – \| \| 19. Januar 1992 – 25. Januar 1992 1 Woche (insgesamt 3) \| 3 \| Jimmy Barnes \| Soul Deep \| – \| \| 26. Januar 1992 – 1. Februar 1992 1 Woche \| 1 \| Prince and the New Power Generation \| Diamonds and Pearls \| – \| \| 2. Februar 1992 – 14. März 1992 6 Wochen \| 6 \| Baby Animals \| Baby Animals \| – \| \| 15. März 1992 – 11. April 1992 4 Wochen \| 4 \| Diesel \| Hepfidelity \| – \| \| 12. April 1992 – 25. April 1992 2 Wochen \| 2 \| Def Leppard \| Adrenalize \| – \| \| 26. April 1992 – 9. Mai 1992 2 Wochen \| 2 \| Red Hot Chili Peppers \| Blood Sugar Sex Magik \| – \| \| 10. Mai 1992 – 16. Mai 1992 1 Woche \| 1 \| The Cure \| Wish \| – \| \| 17. Mai 1992 – 30. Mai 1992 2 Wochen \| 2 \| Neil Diamond \| The Greatest Hits: 1966-1992 \| – \| \| 31. Mai 1992 – 20. Juni 1992 3 Wochen \| 3 \| Michael Crawford \| Michael Crawford Performs Andrew Lloyd Webber \| – \| \| 21. Juni 1992 – 1. August 1992 6 Wochen \| 6 \| Lionel Richie \| Back to Front \| – \| \| 2. August 1992 – 10. Oktober 1992 10 Wochen \| 10 \| 1992 Australian Cast \| Jesus Christ Superstar \| – \| \| 11. Oktober 1992 – 24. Oktober 1992 2 Wochen \| 2 \| Billy Ray Cyrus \| Some Gave All \| – \| \| 25. Oktober 1992 – 31. Oktober 1992 1 Woche \| 1 \| Prince and the New Power Generation \| Love Symbol \| – \| \| 1. November 1992 – 14. November 1992 2 Wochen \| 2 \| Madonna \| Erotica \| – \| \| 15. November 1992 – 21. November 1992 1 Woche \| 1 \| Bon Jovi \| Keep the Faith \| – \| \| 22. November 1992 – 5. Dezember 1992 2 Wochen \| 2 \| AC/DC \| Live \| – \| \| 6. Dezember 1992 – 12. Dezember 1992 1 Woche \| 1 \| Simple Minds \| Glittering Prize 81/92 \| – \| \| 13. Dezember 1992 – 9. Januar 1993 4 Wochen \| 4 \| ABBA \| ABBA Gold – Greatest Hits \| – \| |                                          |                                          |                                               |                           |
| ← 1991 |                                          |                                          |                                               | → 1993 →                  |
| Zeitraum | Wo. ges.                                 | Interpret                                | Titel                                         | Zusätzliche Informationen |
| (Zeitraum, Wochen auf Platz eins, Interpret, Titel, zusätzliche Informationen) |                                          |                                          |                                               |                           |
| 8. Dezember 1991 – 18. Januar 1992 6 Wochen | 6                                        | Michael Jackson                          | Dangerous                                     | –                         |
| 19. Januar 1992 – 25. Januar 1992 1 Woche (insgesamt 3) | 3                                        | Jimmy Barnes                             | Soul Deep                                     | –                         |
| 26. Januar 1992 – 1. Februar 1992 1 Woche | 1                                        | Prince and the New Power Generation      | Diamonds and Pearls                           | –                         |
| 2. Februar 1992 – 14. März 1992 6 Wochen | 6                                        | Baby Animals                             | Baby Animals                                  | –                         |
| 15. März 1992 – 11. April 1992 4 Wochen | 4                                        | Diesel                                   | Hepfidelity                                   | –                         |
| 12. April 1992 – 25. April 1992 2 Wochen | 2                                        | Def Leppard                              | Adrenalize                                    | –                         |
| 26. April 1992 – 9. Mai 1992 2 Wochen | 2                                        | Red Hot Chili Peppers                    | Blood Sugar Sex Magik                         | –                         |
| 10. Mai 1992 – 16. Mai 1992 1 Woche | 1                                        | The Cure                                 | Wish                                          | –                         |
| 17. Mai 1992 – 30. Mai 1992 2 Wochen | 2                                        | Neil Diamond                             | The Greatest Hits: 1966-1992                  | –                         |
| 31. Mai 1992 – 20. Juni 1992 3 Wochen | 3                                        | Michael Crawford                         | Michael Crawford Performs Andrew Lloyd Webber | –                         |
| 21. Juni 1992 – 1. August 1992 6 Wochen | 6                                        | Lionel Richie                            | Back to Front                                 | –                         |
| 2. August 1992 – 10. Oktober 1992 10 Wochen | 10                                       | 1992 Australian Cast                     | Jesus Christ Superstar                        | –                         |
| 11. Oktober 1992 – 24. Oktober 1992 2 Wochen | 2                                        | Billy Ray Cyrus                          | Some Gave All                                 | –                         |
| 25. Oktober 1992 – 31. Oktober 1992 1 Woche | 1                                        | Prince and the New Power Generation      | Love Symbol                                   | –                         |
| 1. November 1992 – 14. November 1992 2 Wochen | 2                                        | Madonna                                  | Erotica                                       | –                         |
| 15. November 1992 – 21. November 1992 1 Woche | 1                                        | Bon Jovi                                 | Keep the Faith                                | –                         |
| 22. November 1992 – 5. Dezember 1992 2 Wochen | 2                                        | AC/DC                                    | Live                                          | –                         |
| 6. Dezember 1992 – 12. Dezember 1992 1 Woche | 1                                        | Simple Minds                             | Glittering Prize 81/92                        | –                         |
| 13. Dezember 1992 – 9. Januar 1993 4 Wochen | 4                                        | ABBA                                     | ABBA Gold – Greatest Hits                     | –                         |

## Jahreshitparaden
| ← 1991 ← | Liste der Nummer-eins-Hits in Australien | Liste der Nummer-eins-Hits in Australien                       | Liste der Nummer-eins-Hits in Australien | 1993 →   |
| \| Singles \| Position# \| Alben \| \| ---------------------------------------------------------------------------------------------------------------------------------------------------- \| --------- \| -------------------------------------------------------------- \| \| Achy Breaky Heart Billy Ray Cyrus Donald L. Von Tress \| 1 \| Jesus Christ Superstar 1992 Australian Cast \| \| November Rain Guns n’ Roses Jeffrey Isbell, W. Axl Rose, Duff McKagan, Saul Hudson, Darren A. Reed, Mathew William Sorum \| 2 \| Baby Animals \| \| End of the Road Boyz II Men Kenneth B. Edmonds, L.A. Reid, Daryl L. Simmons \| 3 \| Soul Deep Jimmy Barnes \| \| To Be with You Mr. Big Dave Richard Grahame, Eric Lee Martin \| 4 \| Hepfidelity Diesel \| \| Amigos para siempre José Carreras & Sarah Brightman Musik: Andrew Lloyd Webber; Text: Donald Blackstone, Josep Maria Andreu Forns, Gloria M. Estefan \| 5 \| Blood Sugar Sex Magik Red Hot Chili Peppers \| \| The Best Things in Life Are Free Luther Vandross & Janet Jackson James Samuel Harris III, Terry Steven Lewis, Michael Bivins, Ronald DeVoe \| 6 \| Back to Front Lionel Richie \| \| Please Don’t Go K.W.S. Harry Wayne Casey, Richard Finch \| 7 \| The Greatest Hits: 1966-1992 Neil Diamond \| \| The Day You Went Away Wendy Matthews Guy David Batson, Jonathan Edward Male \| 8 \| Michael Crawford Performs Andrew Lloyd Webber Michael Crawford \| \| Under the Bridge Red Hot Chili Peppers Anthony Kiedis, Michael Peter Balzary, John Anthony Frusciante, Chad Gaylord Smith \| 9 \| Some Gave All Billy Ray Cyrus \| \| Hazard Richard Marx Richard N. Marx \| 10 \| The Commitments (Soundtrack) \| |                                          |                                                                |                                          |          |
| ← 1991 |                                          |                                                                |                                          | → 1993 → |
| Singles | Position#                                | Alben                                                          |                                          |          |
| Achy Breaky Heart Billy Ray Cyrus Donald L. Von Tress | 1                                        | Jesus Christ Superstar 1992 Australian Cast                    |                                          |          |
| November Rain Guns n’ Roses Jeffrey Isbell, W. Axl Rose, Duff McKagan, Saul Hudson, Darren A. Reed, Mathew William Sorum | 2                                        | Baby Animals                                                   |                                          |          |
| End of the Road Boyz II Men Kenneth B. Edmonds, L.A. Reid, Daryl L. Simmons | 3                                        | Soul Deep Jimmy Barnes                                         |                                          |          |
| To Be with You Mr. Big Dave Richard Grahame, Eric Lee Martin | 4                                        | Hepfidelity Diesel                                             |                                          |          |
| Amigos para siempre José Carreras & Sarah Brightman Musik: Andrew Lloyd Webber; Text: Donald Blackstone, Josep Maria Andreu Forns, Gloria M. Estefan | 5                                        | Blood Sugar Sex Magik Red Hot Chili Peppers                    |                                          |          |
| The Best Things in Life Are Free Luther Vandross & Janet Jackson James Samuel Harris III, Terry Steven Lewis, Michael Bivins, Ronald DeVoe | 6                                        | Back to Front Lionel Richie                                    |                                          |          |
| Please Don’t Go K.W.S. Harry Wayne Casey, Richard Finch | 7                                        | The Greatest Hits: 1966-1992 Neil Diamond                      |                                          |          |
| The Day You Went Away Wendy Matthews Guy David Batson, Jonathan Edward Male | 8                                        | Michael Crawford Performs Andrew Lloyd Webber Michael Crawford |                                          |          |
| Under the Bridge Red Hot Chili Peppers Anthony Kiedis, Michael Peter Balzary, John Anthony Frusciante, Chad Gaylord Smith | 9                                        | Some Gave All Billy Ray Cyrus                                  |                                          |          |
| Hazard Richard Marx Richard N. Marx | 10                                       | The Commitments (Soundtrack)                                   |                                          |          |